# 本願寺札幌別院
本願寺札幌別院（ほんがんじさっぽろべついん）は、札幌市中央区北3条西19丁目にある浄土真宗本願寺派の寺院。同派の別院。本願寺（西本願寺）を本山と仰ぐ。
住職は浄土真宗本願寺派門主であるが、実際の業務は輪番が務める。北海道教区の教化センターとして、建物内に北海道教区教務所などを置く。
すすきのにある真宗大谷派（東本願寺）の札幌別院は、正式名称を「真宗大谷派札幌別院」といい、区別される。

## 歴史
本願寺札幌別院は、安政年間石狩国札幌郡に設置された西本願寺札幌出張所を起源とする。当初、寺基は現在のすすきの（札幌市中央区南4条西5丁目）に置かれており「薄野別院」（すすきのべついん）とも呼ばれ親しまれていた。
北海道の開教拠点としては、東本願寺現如が札幌に先鞭をつけたため、西本願寺は明治初期には函館別院を中心に活動していたが、札幌に北海道庁が置かれた頃より拠点としての役割を本格化させた。
昭和37年（1952年）、現在地である旧制札幌第二中学校跡地（札幌二中は火災により焼失）に移転。当時としては画期的な鉄筋コンクリート造の堂宇を建立した。昭和39年（1954年）、北側隣接地に札幌女子高等学校（現・札幌龍谷学園高等学校）を開設した。
札幌別院の総代には北海道土建業界の雄と言われた地崎宇三郎などが名を連ねている。

### 戦時中の遺骨問題
2001年、札幌別院の納骨堂に100体を超す戦時下の朝鮮人・中国人労務者の遺骨が納められていることが判明した。
遺骨の多くは別院総代の地崎組が預けたもので、タコ部屋労働・強制連行との関連性が疑われている。現在のところ遺族への返還などの具体的な動きは報告されていない。

## 主な行事
- 5月21日 - 宗祖降誕会(親鸞聖人の誕生祝賀法要)
- 10月14日〜16日 - 報恩講（親鸞聖人の御命日法要）